# わかる算数
『わかる算数』（わかるさんすう）は、NHK教育テレビジョンで放送されていた小学校4年生・5年生・6年生向けの学校放送（教科：算数）の1シリーズである。

## わかる算数 4年生
2003年4月8日から2007年3月15日まで放送。

### 放送時間
いずれも日本標準時。別の時間帯での再放送あり。
| 期間                         | 放送時間             |
| ---------------------------- | -------------------- |
| 2003年4月8日 - 2004年3月16日 | 火曜日 10:00 - 10:15 |
| 2004年4月7日 - 2005年3月16日 | 水曜日 10:15 - 10:30 |
| 2005年4月7日 - 2007年3月15日 | 木曜日 10:45 - 11:00 |

### 出演者
- お姉さん兼ナレーション：豊口めぐみ

## わかる算数 5年生
2004年4月5日から2007年3月16日まで放送。

### 放送時間
いずれも日本標準時。別の時間帯での再放送あり。
| 期間                         | 放送時間             |
| ---------------------------- | -------------------- |
| 2004年4月5日 - 2005年3月14日 | 月曜日 10:15 - 10:30 |
| 2005年4月8日 - 2007年3月16日 | 金曜日 10:45 - 11:00 |

### 出演者
- ナレーション：豊口めぐみ

## わかる算数 6年生
2005年4月5日から2007年3月15日まで放送。

### 放送時間
いずれも日本標準時。別の時間帯での再放送あり。
| 期間                          | 放送時間                                             |
| ----------------------------- | ---------------------------------------------------- |
| 2005年4月5日 - 2006年3月14日  | 火曜日 11:00 - 11:15                                 |
| 2006年4月13日 - 2007年3月15日 | 木曜日 11:00 - 11:15 2006年3月までは再放送枠だった。 |

### 出演者
- 横川貴大
- 本多薫実
- 先生：田中博史、坪田耕三、滝井章
- ころくの声：神代知衣

### スタッフ
- 音楽：佐藤泰将

### サブタイトル
1. つぼの中の小判
2. 暗号を解読せよ
3. 点と形のひみつ
4. 箱を切りひらけ
5. 一番得する箱はどれだ
6. なその式を解け その1
7. 数のふしぎ
8. 何回で
9. なぞのカードを探せ
10. なぞの式を解け その2
11. なぞの式を解け その3
12. 混んでいるのはどっち
13. どっちが速い
14. 犯人を探せ
15. 切り口のなぞ
16. 形のあしあと
17. 変わり方のひみつ
18. 消えた1cm2
19. サイコロのひみつ
20. 予期せぬ関係

## 関連書籍
NHK学校放送 わかる算数4年生 ひらめきワーク
2005年5月発行 / 編集：NHK学校放送制作班 / 監修：坪田耕三 / 出版社：日本放送出版協会 / ISBN 4-14-011209-3
NHK学校放送 わかる算数5年生 ひらめきワーク
2005年10月発行 / 編集：NHK学校放送制作班 / 監修：坪田耕三、滝井章、徳永光博、永田美奈子、宮本博規、山本良和 / 出版社：日本放送出版協会 / ISBN 4-14-011213-1
NHK学校放送 わかる算数6年生 ひらめきワーク
2006年3月発行 / 編集：NHK学校放送制作班 / 監修：坪田耕三、田中博史、滝井章 / 出版社：日本放送出版協会 / ISBN 4-14-011221-2